# Buxerolles (Vienne)
Buxerolles – miejscowość i gmina we Francji, w regionie Nowa Akwitania, w departamencie Vienne.
Według danych na rok 1990 gminę zamieszkiwało 6337 osób, a gęstość zaludnienia wynosiła 696 osób/km² (wśród 1467 gmin regionu Poitou-Charentes Buxerolles plasuje się na 24. miejscu pod względem liczby ludności, natomiast pod względem powierzchni na miejscu 879.).